# Sting (film)
Sting is een Australisch-Amerikaanse horrorfilm uit 2024, geregisseerd door Kiah Roache-Turner. De hoofdrollen worden vertolkt door Ryan Corr, Alyla Browne, Penelope Mitchell, Robyn Nevin, Noni Hazelhurst, Silvia Colloca, Danny Kim en Jermaine Fowler. De film werd uitgebracht op 12 april 2024 in Canada en de Verenigde Staten.

## Verhaal
De twaalfjarige Charlotte vindt een ei met daarin een spin in haar vervallen flatgebouw. Ze bewaart de spin in een potje terwijl ze een band met het beest opbouwt. Al snel begint de spin razendsnel te groeien en een enorme honger naar vlees en bloed te ontwikkelen.

## Rolverdeling
| Acteur                | Personage       |
| --------------------- | --------------- |
| Ryan Corr             | Ethan           |
| Alyla Browne          | Charlotte       |
| Penelope Mitchell     | Heather         |
| Robyn Nevin           | Gunter          |
| Noni Hazelhurst       | Helga           |
| Silvia Colloca        | Maria           |
| Danny Kim             | Erik            |
| Jermaine Fowler       | Frank           |
| Tony Black            | Officier Miller |
| Jett Berry Kade Berry | Baby Liam       |
| Lee Perry             | Narrator        |

## Productie
De opnames vonden plaats in Australië en werden afgerond in februari 2023.

## Release
Sting werd uitgebracht door Well Go USA Entertainment in de Verenigde Staten op 12 april 2024.